# Eugeni Vladímirovich Chetvergov

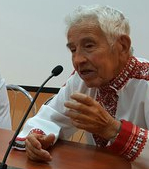
Vidije, 2016

Eugeni Vladímirovich Chetvergov (en cirílico ruso:Евгений Владимирович Четвергов) alias Nuyán Vidjaz (Нуянь Видяз ) (Ardatovo, Mordovia, 30 de marzo de 1934) es un escritor ruso mordoviano autor de varios libros en erzya y ruso. Es editor jefe de Erzyan Mastor.

## Biografía
Estudió agronomía y trabajó como ingeniero agrónomo y como profesor en la Universidad de Mordovia. Fue uno de los fundadores de la sociedad cultural "Mastorava".
Es hijo de Yuri A. Aleksándrov (1939-actualidad) y nieto del compositor del himno de la Unión Soviética Aleksandr Aleksándro(1883-1946)

## Obra
- Сиреневая луна (1989)
- Велень вайгельть (1992)
- Сырнень човалят (1995)
- Иень тюст (2003)
- Янгамо (2006)
- Эрзянь Масторонть седейсэ. Имена их бессмертны (2007)
- Где цветет чистодуш? (2009)
- Эрязденть арсезь (2010)
- Ванине (2011)
- Тесэ ды Тосо (2013)
- Финно-угры в русском языке: топонимо-этимологический словарь финно-язычных, угорских и селькупских слов, вошедших в лексику русского языка (2015)
- Поладкстомо (2016)